# Oh, Sister
Oh, Sister – piosenka skomponowana przez Boba Dylana, nagrana przez niego w lipcu 1975 roku, wydana na albumie Desire w styczniu 1976 roku. Współautorem utworu był Jacques Levy.

## Historia i charakter utworu
Utwór ten został nagrany w Studio E Columbia Recording Studios w Nowym Jorku 30 lipca 1975 roku. Była to czwarta sesja nagraniowa tego albumu. Producentem jej był Don DeVito.
Utwór ten jest niejasnym, a nawet dwuznacznym hymnem o kruchości miłości, która może być interpretowana zarówno jako bezpośrednie wyznanie do siostry (jak na to wskazuje tytuł) lub jako wyrażenie miłości do ukochanej. Ponieważ Dylan nie ma siostry, bardziej uprawniona jest ta druga możliwość. Jednak utwór ten może mieć także swój polityczny podtekst, ponieważ okres w którym powstawał, był szczytowym momentem ruchu wyzwolenia kobiet. Dylan być może stworzył pewnego rodzaju pojednawczą uwerturę, chociaż nie wyraża wsparcia otwarcie. 
Jeśli jest to utwór romantyczny, to Dylan po raz pierwszy podpiera się Bogiem w relacjach z kobietą („Nasz Ojciec nie lubiłby sposobu w jaki działasz”). Być może, jest to także pierwszy sygnał krótkotrwałego nawrócenia Dylana na chrześcijaństwo, które nastąpi niebawem. Joan Baez podobno uważa, że piosenka ta jest o niej. 
Dylan rozpoczął wykonywać ten utwór w czasie pierwszej tury Rolling Thunder Revue w 1975 r., kontynuował także w czasie drugiej tury w 1976 r. i później.

## Muzycy
Sesja 4
- Bob Dylan – gitara, wokal
- Scarlet Rivera – skrzypce
- Sheena Seidenberg – tamburyn, kongi
- Rob Rothstein – gitara basowa
- Howie Wyeth – perkusja

## Dyskografia
Singel
- "Mozambique|Oh, Sister" (1976)

Albumy
- Desire (1976)
- Hard Rain (1976)
- Bob Dylan at Budokan (1979)
- The Best of Bob Dylan (1997)
- The Bootleg Series Vol. 5: Bob Dylan Live 1975, The Rolling Thunder Revue (2002)

## Wykonania piosenki przez innych artystów
- Blues & Soda – Happy Birthday Mr. Dylan (1992)
- Caitlin Wants Pudding – The Times They Are a-Changin', Volume 2 (1994)
- Insol – Insol (1998)
- Jimmy LaFave – Trail (1999)
- Charlie Major – 444 (2000)
- 2 of Us – From Zimmermann to Genghis Khan (2001)
- Lynn Conover – Belle of the Ball (2001)
- Todd Rubenstein – The String Quartet Tribute to Bob Dylan (2003)

## Listy przebojów
| Rok | Singel                    | Lista              | Pozycja |
| --- | ------------------------- | ------------------ | ------- |
|     | "Mozambique"/"Oh, Sister" | Billboard. Hot 100 | 54      |